# パパラッチ (レディー・ガガの曲)
「パパラッチ」（Paparazzi）は、アメリカ合衆国のポップレコーディング・アーティストのレディー・ガガのデビュー・アルバム『ザ・フェイム』からの楽曲。この曲はロブ・フサーリとガガによって書かれたものである。イギリス、イタリアではアルバムからの3枚目のシングル、カナダとアメリカでは4枚目、オーストラリアとニュージーランドでは5枚目のシングルとして発売された。イギリスでは2009年7月6日、オーストラリアでは同年7月10日に発売された。『ラヴゲーム』はイギリスでの3枚目のシングルとして発売される予定であったが、潜在的に論争の的となるであろう要素があったため、代わりに『パパラッチ』が発売されることになった。歌は彼女の闘いと名声に対する愛情によって書かれた。

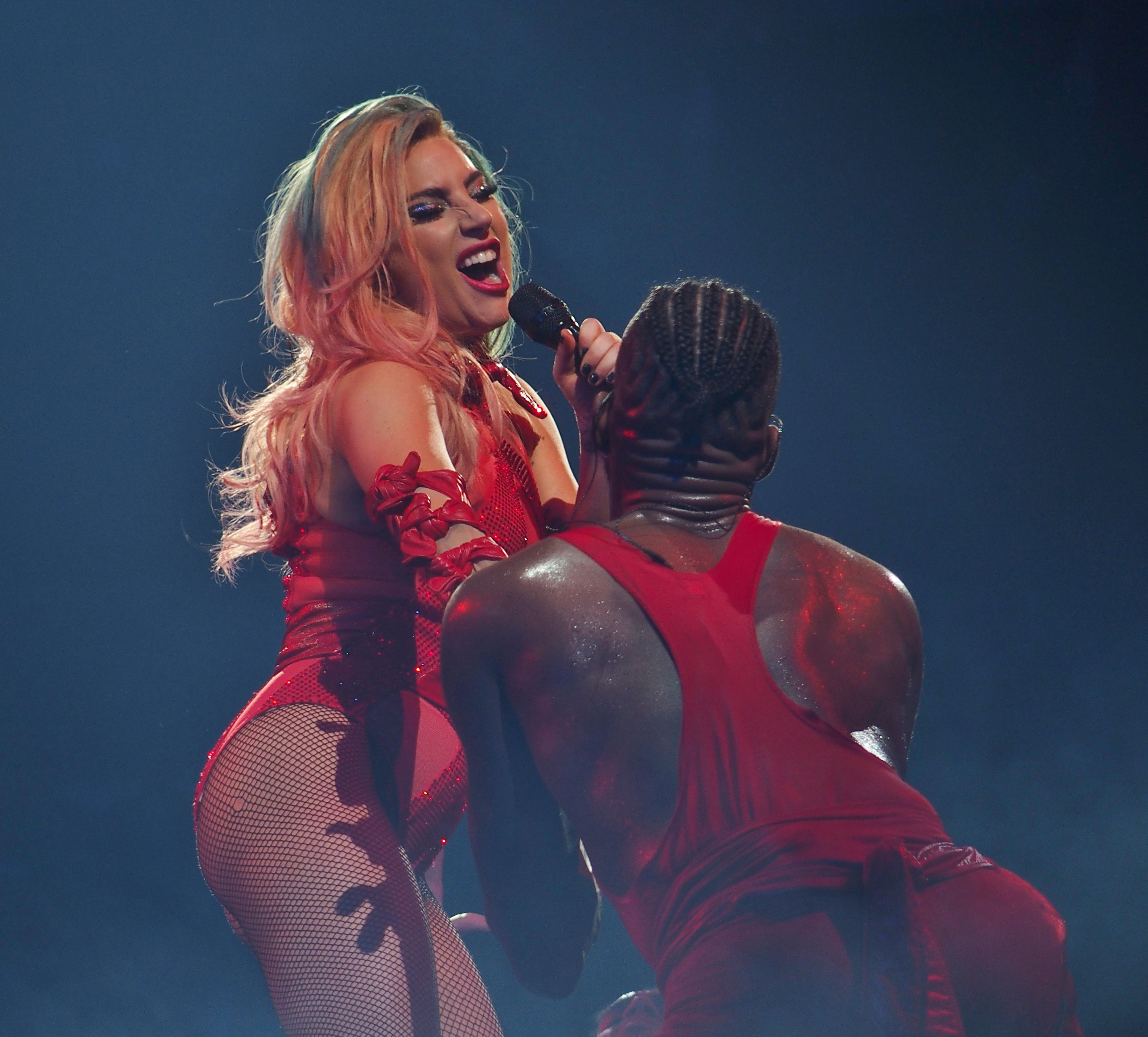
Joanne World Tourで「パパラッチ」を歌うガガ

ミッドテンポ・ダンスソングである『パパラッチ』の歌詞は注目と名声についての考えを表す。『パパラッチ』は楽しみに満ちているクラブ・フレンドリーなものとして絶賛され、アルバムに収録された中でも最も忘れがたく効果的な曲であるとみなされている。曲のミュージック・ビデオはショートフィルムのようになっていて、ガガはカメラマンとの関係に悩まされ、ボーイフレンドに半殺しにされるという悲しい運命の若手女優を演じる。ビデオはボーイフレンドに対する復讐を仕掛ける間、彼女がどのように生き残って復帰をするかを描く。それは人が有名人であるために経験する状況について描写している。歌はオーストラリア、カナダ、イギリス、アイルランドでチャート入りした。アメリカではBillboard Hot 100で最高7位。優秀美術部門と優秀特殊効果賞を受賞した2009年のMTV Video Music Awardsでパフォーマンスを行った。ガガはいくつかのショーで幾何学的な模様のついた形作られた黒いドレスを着てこの曲を歌った。

## スタイルとインスピレーション
ガガはAbout.comのインタビューにおいてシングルの異なる解釈があると述べた。

よく考えた2、3の異なる解釈があることがとても嬉しい。歌は2、3の異なることについてである - それは私の闘いについてである。私は名声が欲しいのか、あるいは、愛が欲しいのか。それも、パパラッチに求愛することである。あなたがもしそうするならば、それは背信的な願望を追っているメディアについてである。それはカメラマンのための愛の歌である。しかし、それは名声または愛についての歌でもある。あなたは両方とも持つことができるか、あるいは、あなたは1つだけを持つことができるか?
ガガは成功と愛のバランスをとるのに苦労し、歌を更に念入りに作った。

## 歌詞と曲
『パパラッチ』のアップ・テンポな構成は前のシングル『ジャスト・ダンス』『ポーカー・フェイス』と類似している。歌は穏やかなエレクトロ・シンセなグルーヴで、キーはハ短調、毎分116拍のテンポである。歌は4分の4拍子でセットされ、ガガの声の範囲はG3からE♭5である。歌のコード進行は『Cm-A♭-Cm-A♭-Cm-A♭-E♭-Fm-D♭』である。

## ミュージック・ビデオ
ミュージック・ビデオはスウェーデンのディレクター、ジョナス・アカーランドが監督を務めた。ジョナスは過去にスマッシング・パンプキンズ、マドンナ、モービー、U2らのミュージック・ビデオの監督を務めている。ビデオのガガのスタイリストは彼の妻ビー・アカーランドがしている。ガガは「私の為のビデオ『パパラッチ』。それは短編映画の様である」とMTVのインタビューで話している。2009年5月26日の『The Canadian Press』のインタビューにおいて「彼女がここまでまとめた最も驚くべき創造的な仕事」と述べた。彼女はビデオのメッセージと解説を続けた。

それは名声が背信的な願望を追うことと死と有名人の死去について若者に対する本当の本物の強力なメッセージを持っている。ビデオは人々が有名であるが為に行う「誇張した状況の部類」についての考えを切り開く。最もとりわけポルノと殺人。これらはビデオの中のいくつかの主題である。

ビデオは2009年6月4日にイギリスとアイルランドのチャンネル4上で初公開された。しかし、ツアーでオーストラリアに滞在中のガガが同年5月29日付けのTwitterに「私のくそ忌々しいビデオを漏らすのを止める」というメッセージを書き込んでいる。そして、歌手の同意なしに発表されているビデオについて言及した。
ビデオには彼女のボーイフレンド役でスウェーデンの俳優アレキサンダー・スカルスガルドが出演している。ビデオは海辺のマンションのシーンから始まる。ガガと彼らバルコニーに出て上手くやり始める。しかし、隠れたカメラマンが2人の写真を撮る。ガガはボーイフレンドがそのパパラッチを雇って2人でいるところを敢えて撮らせたことに気づき、ボーイフレンドの頭をシャンパンのボトルで殴る。怒ったボーイフレンドはガガをバルコニーから放り投げる。血まみれになったガガをパパラッチは撮影する、そして、扇動的な見出しは彼女の経歴が終わっていると宣言する。『ローリング・ストーン』によると、この場面はアルフレッド・ヒッチコックの映画『めまい』に対するオマージュである。
次にガガは男性のダンサーによって車椅子にひかれ、リムジンから登場する。ガガは宝石で飾った首固定器を着けている。ダンサーが金属的なビスチェとヘルメットをかぶって彼女の回りをくねっている間、彼女は黒いボディスーツを脱いで一対の松葉杖の助けを借りてカーペットを歩いてくる。『Entertainment Weekly』によるとレオタードのようなこのサイボーグはジョージ・マイケルの『Too Funky』のミュージック・ビデオの中の一式と類似している。髪金属のロッカートリオに「Loving you is cherry pie」と明かされる場面はアメリカのバンドウォレントの楽曲『いけないチェリーパイ』への言及である。
次の場面でガガと眼帯を着用したボーイフレンドは趣のある喫茶室のソファーの上で雑誌を読んでいる。ガガは円形のグラスと円形のショルダーパッドによる黄色の派手なジャンプスーツ一式を着ている。『ガーディアン』はこれをミニーマウスのそれと比較した。ガガは自分の指輪に白い粉（毒）を隠して、控えめに彼の飲み物にそれを入れることによって最終的にボーイフレンドに復讐を果たす。彼女は911に通報し、ボーイフレンドを殺したと断言し駆けつけた警察に逮捕される。高い螺旋状のブロンドのかつらをつけたガガをパパラッチとパトカーが囲う。新聞社は彼女の無実を宣言する。ガガはスポットライトに戻り、名声を回復する。ビデオはシングル・カバーで身に着けている金属的なドレスを身に着けたガガが顔写真の為にポーズをとるシーンで終わる。『デーリー・メール』はこのドレスがビヨンセがライブツアーI Am… Tourで着たドレス一式と比較した。
『ローリング・ストーン』のダニエル・クレプスはビデオを『November Rain』と比較した。ダニエルはビデオに敬意を表したものの、モデルが死ぬ場面を見て「気持ちが悪くなった」と評した。『ガーディアン』のアンナ・ピカードも敬意を表したが、ビデオの長さがあまりにも長いと考えると述べている。
ビデオはMTV Video Music Awardsで5部門にノミネートし、優秀美術部門と優秀特殊効果賞を受賞した。

## 収録曲
- イギリス & オーストラリア CDシングル[15][16][17]

1. パパラッチ(アルバム・ヴァージョン) - 3:29
2. パパラッチ(フィルシー・デュークス リミックス) - 5:23

- イギリス ピクチャー・ビニール・ディスク

1. パパラッチ(アルバム・ヴァージョン) - 3:29
2. パパラッチ(ユクセック リミックス) - 4:47

- カナダ & オーストラリア iTunes remix EP[18][19]

1. パパラッチ (スチュアート・プライス リミックス) — 3:19
2. パパラッチ (モト・ブランコ リミックス) [radio version] — 4:05
3. パパラッチ (フィルシー・デュークス リミックス) — 5:21
4. パパラッチ (ジェーム・カマレッタ リミックス・ヴァージョン) — 4:27

- イギリス & アイスランド iTunes remix EP[20][21]

1. パパラッチ - 3:27
2. パパラッチ (フィルシー・デュークス リミックス) — 5:21
3. パパラッチ (モト・ブランコ リミックス) [ラジオ・ヴァージョン] — 4:05
4. パパラッチ (スチュアート・プライス リミックス) — 3:19
5. パパラッチ (ユクセック リミックス・ヴァージョン) — 4:47

- アメリカ iTunes Remix EP[22]

1. パパラッチ (デモリション・クルー リミックス) — 3:55
2. パパラッチ (モト・ブランコ リミックス) [ラジオ・ヴァージョン] — 4:05
3. パパラッチ (スチュアート・プライス リミックス) — 3:19
4. パパラッチ (フィルシー・デュークス リミックス) — 5:21

- フランス & ドイツ iTunes Remix EP[23][24]

1. パパラッチ (モト・ブランコ リミックス) [ラジオ・ヴァージョン] — 4:05
2. パパラッチ (モト・ブランコ ボスティック・ダブ) — 6:42
3. パパラッチ (デモリション・クルー リミックス) — 3:55
4. パパラッチ (スチュアート・プライス リミックス) — 3:19
5. パパラッチ (フィルシー・デュークス リミックス) — 5:21
6. パパラッチ (ユクセック リミックス・ヴァージョン) — 4:47
7. パパラッチ (ジェーム・カマレッタ リミックス・ヴァージョン)— 4:27
8. パパラッチ (ラジオ・エディット) — 3:28

- ドイツ  'ザ・リミックス' CD[25]

1. パパラッチ (モト・ブランコ リミックス) — 4:06
2. パパラッチ (モト・ブランコ ボスティック・ダブ) — 6:43
3. パパラッチ (デモリション・クルー リミックス) — 3:52
4. パパラッチ (スチュアート・プライス リミックス) — 3:19
5. パパラッチ (フィルシー・デュークス リミックス) — 5:21
6. パパラッチ (ユクセック リミックス) — 4:47
7. パパラッチ (ジェーム・カマレッタ タブロイド・リミックス) — 4:27
8. パパラッチ (ラジオ・エディット) — 3:28

- ドイツ CDシングル[26]

1. パパラッチ (ラジオ・エディット) - 3:28
2. パパラッチ (Chu Fu Ghetto House Radio) - 3:48

## チャート成績
『ザ・フェイム』リリース後、ダウンロード販売で2009年2月にUK Singles Chartで初登場99位でチャート・イン。次の週に95位に上がった。英国で、最高4位。

## チャートとセールス
| チャート (2009年)                   | 最高 順位 |
| ----------------------------------- | --------- |
| Australian Singles Chart            | 2         |
| Austrian Singles Chart              | 5         |
| Belgium Singles Chart (Flanders)    | 7         |
| Belgian Singles Chart (Wallonia)    | 7         |
| Canadian Hot 100                    | 3         |
| Czech Airplay Chart                 | 4         |
| Danish Singles Chart                | 18        |
| Dutch Top 40                        | 4         |
| Eurochart Hot 100 Singles           | 5         |
| Finnish Singles Chart               | 9         |
| German Singles Chart                | 3         |
| Irish Singles Chart                 | 4         |
| Italian Singles Chart               | 3         |
| New Zealand Singles Chart           | 5         |
| Spanish Singles Chart               | 46        |
| Swedish Singles Chart               | 42        |
| Swiss Singles Chart                 | 13        |
| UK Singles Chart                    | 4         |
| U.S. Billboard Hot 100              | 6         |
| U.S. Billboard Hot Dance Club Songs | 1         |

| 国               | ゴールドディスク認定等 |
| ---------------- | ---------------------- |
| オーストラリア   | プラチナ               |
| ニュージーランド | ゴールド               |

## 各国のリリース日
| 国             | データ        |
| -------------- | ------------- |
| イギリス       | 2009年7月6日  |
| オーストラリア | 2009年7月10日 |
| Italy          | 2009年7月17日 |
| アメリカ合衆国 | 2009年9月8日  |
| ドイツ         | 2009年9月11日 |
| フランス       | 2009年9月11日 |